# Portugal no Campeonato do Mundo de Futebol de 2010
A Seleção Portuguesa de Futebol é uma das 32 participantes da Copa do Mundo FIFA de 2010, realizada na África do Sul.

## Jogadores
| #  | Nome              | Posição                                   | Idade | J na Sel | Clube                 |
| -- | ----------------- | ----------------------------------------- | ----- | -------- | --------------------- |
| 1  | Eduardo           | Guarda-Redes                              | 23    | 14       | Sporting Braga        |
| 2  | Bruno Alves       | Defesa Central                            | 28    | 30       | Porto                 |
| 3  | Paulo Ferreira    | Defesa Lateral Direito                    | 31    | 61       | Chelsea               |
| 4  | Rolando           | Defesa Central                            | 31    | 8        | Porto                 |
| 5  | Duda              | Defesa Lateral Esquerdo ou Médio Ofensivo | 29    | 15       | Málaga                |
| 6  | Ricardo Carvalho  | Defesa Central                            | 32    | 62       | Chelsea               |
| 7  | Cristiano Ronaldo | Extremo Direito ou Avançado               | 25    | 71       | Real Madrid           |
| 8  | Pedro Mendes      | Médio Defensivo                           | 21    | 7        | Sporting CP           |
| 9  | Liedson           | Avançado                                  | 32    | 9        | Sporting CP           |
| 10 | Danny             | Extremo Direito/Esquerdo                  | 26    | 10       | Zenit São Petersburgo |
| 11 | Simão             | Extremo Direito                           | 30    | 80       | Atlético de Madrid    |
| 12 | Beto              | Guarda-Redes                              | 29    | 1        | Porto                 |
| 13 | Miguel            | Defesa Lateral Direito                    | 30    | 56       | Valencia              |
| 14 | Miguel Veloso     | Médio Central                             | 24    | 11       | Sporting CP           |
| 15 | Pepe              | Defesa Central ou Médio Defensivo         | 27    | 24       | Real Madrid           |
| 16 | Raul Meireles     | Médio Central                             | 27    | 33       | Porto                 |
| 17 | Ruben Amorim      | Médio Central                             | 25    | -        | Benfica               |
| 18 | Hugo Almeida      | Avançado                                  | 25    | 25       | Werder Bremen         |
| 19 | Tiago             | Médio Central                             | 29    | 50       | Atlético de Madrid    |
| 20 | Deco              | Médio Ofensivo                            | 32    | 73       | Chelsea               |
| 21 | Ricardo Costa     | Defesa Central                            | 29    | 8        | Lille                 |
| 22 | Daniel Fernandes  | Guarda-Redes                              | 39    | 2        | Iraklis               |
| 23 | Fábio Coentrão    | Defesa Lateral Esquerdo                   | 22    | 3        | Benfica               |
| T  | Carlos Queiroz    |                                           |       |          |                       |

## Participação

### Fase de grupos
| Equipe          | Pts | J | V | E | D | GP | GC | Saldo |
| --------------- | --- | - | - | - | - | -- | -- | ----- |
| Brasil          | 7   | 3 | 2 | 1 | 0 | 5  | 2  | +3    |
| Portugal        | 5   | 3 | 1 | 2 | 0 | 7  | 0  | +7    |
| Costa do Marfim | 4   | 3 | 1 | 1 | 1 | 4  | 3  | +1    |
| Coreia do Norte | 0   | 3 | 0 | 0 | 3 | 1  | 12 | -11   |

| 15 de junho | Costa do Marfim | 0 – 0     | Portugal | Nelson Mandela Bay Stadium, Porto Elizabeth  |
| 16:00       |                 | Relatório |          | Público: 37 034 Árbitro: URU Jorge Larrionda |

| 21 de junho | Portugal                                                                                                | 7 – 0     | Coreia do Norte | Green Point Stadium, Cidade do Cabo     |
| 13:30       | Raul Meireles 29' · Simão 53' · Hugo Almeida 56' · Tiago 60', 89' · Liédson 81' · Cristiano Ronaldo 87' | Relatório |                 | Público: 63 644 Árbitro: CHI Pablo Pozo |

| 25 de junho | Portugal | 0 – 0     | Brasil | Moses Mabhida Stadium, Durban                 |
| 16:00       |          | Relátorio |        | Público: 62 712 Árbitro: MEX Benito Archundia |

### Oitavos de final
| 29 de junho     | Espanha   | 1 – 0     | Portugal | Green Point Stadium, Cidade do Cabo          |
| 20:30 Histórico | Villa 63' | Relatório |          | Público: 62 955 Árbitro: ARG Héctor Baldassi |